# Route nationale 468
Pour les articles homonymes, voir Route 468.
La route nationale française 468 ou RN 468 était une route nationale française reliant Longvic à Toulouse-le-Château près de Poligny.
À la suite de la réforme de 1972, la RN 468 a été déclassée en RD 968 en Côte-d'Or et RD 468 dans le Jura.

## Ancien tracé de Longvic à Saint-Jean-de-Losne
- Longvic (km 0)
- Bretenière (km 7)
- Thorey-en-Plaine (km 10)
- Longecourt-en-Plaine (km 12)
- Aiserey (km 15)
- Brazey-en-Plaine (km 22)
- Saint-Usage (km 26)
- Saint-Jean-de-Losne (km 27)

## Ancien tracé de Saint-Jean-de-Losne à Toulouse-le-Château
- Saint-Aubin (km 37)
- Peseux (km 43)
- Chaussin (km 47)
- Les Essards-Taignevaux (km 54)
- Rye (km 58)
- La Chassagne (km 61)
- Chaumergy (km 63)
- Francheville (km 65)
- Vers-sous-Sellières (km 69)
- Sellières (km 71)

La RN 475 rejoignait la RN 468 à cet endroit, la RN 468 a été renommée RD 475 sur ce dernier tronçon.
- Toulouse-le-Château (km 74)